# HVG
A HVG (korábban Heti Világgazdaság) 1979-es alapítása óta mind példányszámát, mind olvasottságát tekintve hazánk vezető közéleti, gazdasági-politikai hetilapja. Mindmáig a lakosság több kulcsfontosságú rétegének rendszeres hír- és információforrása, üzleti döntéseinek befolyásolója. Híreivel és elemzéseivel hetente több mint 1,5 millió embert ér el a különböző nyomtatott és digitális platformjain.
Online hírportálja a hvg.hu, amely minden platformon elérhető: mobiltelefonon, táblagépen, valamint Android- és iOS-alkalmazásokon is.

## Pártoló tagság
A HVG 2018 áprilisában elindította pártolótagság-programját, amelynek keretében a HVG közösségéhez csatlakozó olvasók az anyagi támogatásukért cserébe a sokszínű, független és tényszerű tájékoztatás mellett még számos előnyt is élvezhetnek.

## Története

### Előzmények
A HVG a Világgazdaság című napilapból nőtt ki.
A napilap szerkesztőségének egy részéből, a Magyar Kereskedelmi Kamara hetilapjaként – és annak finanszírozásában – megalakult a Heti Világgazdaság, melynek első száma 1979. június 7-én jelent meg. A HVG nevével, fejlécével egyaránt kinyilvánította, hogy a napi Világgazdaság utóda, folytatása. A HVG rövidítés 1981-ben jelent meg, de egészen 1988-ig a rövidítés mellett a Heti Világgazdaság felirat is látható volt.

### Megalakulás (1979–1988)
A HVG alapító főszerkesztője a Világgazdaság egyik rovatvezetője, Vince Mátyás lett. A HVG a The Economist, a Time, a Newsweek és a többi nagy heti hírmagazin háromhasábos tördelését vette át, és követendő példának tekintette a figyelemfelkeltő címlapot. Közvetlen mintaadónak leginkább az angol The Economist számított. Az akkor még csak 32 oldalas HVG Heti Világgazdaság közérthető, színes, érdekes hetilap kívánt lenni úgy, hogy cikkeit olvasva a gazdasági életben jártas embereknek és a közgazdaság-tudomány művelőinek se kelljen bosszankodniuk egy-egy fogalom, esemény vagy jelenség túlzottan leegyszerűsített megfogalmazása láttán. Közlendőjét a szöveg és a képek szükséges egyensúlyával kívánta tárgyalni, a hazai gazdaság szemszögéből és érdekében, figyelve és rátapadva a világ eseményeire, folyamataira, az újdonságokra. Egy olyan kritikus szellemű lap született, amely megmutatta a dolgok mindkét oldalát, tények és nem jelzők segítségével bírált vagy dicsért.
Az olvasók körében nagyon rövid időn belül pozitív visszhangra talált az újság. Az 1979-ben 15 000-es nyomott példányszámmal induló Heti Világgazdaság a nyolcvanas években évről évre növelte az eladott lapok számát, és 1984-ben a terjesztésre átadott példányszám már meghaladta a százezret. Furcsa módon éppen a magyar gazdaság helyzetének rosszabbodása kedvezett a lapnak, szaporodtak a kényes kérdések és a HVG igyekezett megkeresni a módját, hogy mindezekkel lehetőleg köntörfalazás nélkül foglalkozzon. A HVG a nyolcvanas évek második felében élte első fénykorát, az eladott példányszám évről évre nőtt.
A HVG népszerűségét akkor (és ma is) a lap kritikus hangneme segítette elő, és az, hogy a legfontosabb témákat különböző szempontokból és közérthetően mutatta be. A lap imázsát egy csipetnyi humor, a szellemesen megszerkesztett címek és karikatúrák tették és teszik teljessé. Mindig is nagy jelentősége volt a címlapoknak is, amelyek plakát módjára támadtak, gondolkodásra ösztönöztek és esetenként nevettettek. A HVG megmutatta a politikai folyamatok gazdasági következményeit is, nem fogadták el a korlátokat, ha valamit betiltottak, igyekeztek utánanézni, miért tették.

### Önállósodás (1989–2003)
Az új politikai helyzetben a korábban létező lapok – mint a HVG – már lényeges tartalmi és ideológiai kötöttségek nélkül közölhettek írásokat. A negyvenes évek óta érvényesülő rendszert lényegében véve konzerváló 1986-os sajtótörvényt (1986. évi II. törvény) az 1990. évi XI. törvénnyel módosították, és kimondták, hogy a korábbi szabályozással ellentétben időszaki lapot már nemcsak jogi személy, hanem természetes személy is indíthat. A már piacon levő lapok, kihasználva a törvény adta lehetőséget, önállósították magukat. 1989-re datálódik a HVG Kiadói Rt. megalapítása is. 1994-ben a szerkesztőség és a cég munkatársai felvásárolták a cég részvényeit, lényegében a HVG tulajdonosaivá váltak. A rendszerváltás után rengeteg új lap jelent meg a magyar sajtópiacon, szabadabb, nyíltabb, kritikusabb lett a hangvétel, mint korábban, a HVG pedig élt a történelem adta lehetőséggel, és kihasználta azt az előnyét, hogy – sok más újságtól eltérően – nem kellett váltania, nem kellett szembe fordulnia korábbi önmagával. A HVG azért tudta megőrizni a népszerűségét, mert a rendszerváltás alatt és után ugyanolyan objektív tudott maradni, mint amilyen a rendszerváltozás előtt volt. A HVG példányszámát tekintve ebben az időben érte el tetőpontját. 1989-ben 175 ezer példánnyal büszkélkedhetett. Ekkor a bevételek 55%-át a hirdetések fedezték, és a lap presztízsét talán azzal írhatjuk le a legrövidebben, hogy egy-egy hirdetés elhelyezéséért ekkortájt 2-3 hónapig kellett várni. A HVG sikerének igazi garanciája az volt, hogy hétről hétre beváltotta olvasóinak tett ígéretét, miszerint objektíven és közérthetően számol be a fontos eseményekről. A HVG megőrizve formáját, igyekezett „fejlődni a korral”, és az olvasói, valamint a hirdetői igényeknek is megfelelni.
A HVG 1996-ban az elsők között jelent meg az interneten. A HVG Online verziójának elindítása az időközben az Egyesült Államokat és a Világbankot „megjárt”, egykori alapító-főszerkesztő, Vince Mátyás nevéhez fűződik. Az internetezők száma ekkor még igencsak alacsony volt Magyarországon, ennek megfelelően a HVG online verziójának is alig pár száz fős volt a heti látogatószáma.

### Külföldi tulajdonban (2003–2013)
2003-ban a német Westdeutsche Allgemeine Zeitung (WAZ, később Funke) többségi tulajdont szerzett a HVG Kiadó Rt.-ben. A WAZ tulajdonszerzése ellenére megmaradt az eredeti menedzsment, és a lap is megőrizte szerkesztőségi függetlenségét. A 2008 végén kirobbant gazdasági világválság teljesen felforgatta a hazai hirdetési piacot, aminek drámai hatása volt a hazai médiavállalkozások így a HVG hirdetési bevételeire is, miközben a lapeladásokból származó bevétel is egyre csökkent. Mindeközben ugrásszerűen bővülni kezdett a hvg.hu látogatószáma. A HVG online híreit 2004-ben még alig 10 ezer, 2006-ban már több mint 100 ezer, 2013-ban pedig már csaknem 600 ezer fő olvasta hetente.

### Ismét magyar kézben (2014–)
A gazdasági válság utáni években számos kihívással kénytelen szembenézni a tartalomszolgáltató ipar, a független hazai médiavállalkozások jövedelmezősége pedig jelentősen romlott. A politikai és a szabályozási környezet bizonytalanságai, valamint a folyamatos kiszámíthatatlanság csak tovább gyengítik a hazai médiapiac vonzerejét a külföldi befektetők előtt, így a 2010-es évektől egyre több multinacionális vállalat hagyta el az országot, kiszámíthatóbb és jövedelmezőbb befektetési lehetőséget keresve.
A WAZ (Funke) 2014-ben megvált többségi részvénypakettjétől, amelyet a HVG korábbi résztulajdonosai, a menedzsment és a szerkesztőségi tagjai vásároltak vissza, ezzel a HVG ismét magyar kézbe került. A piac változásaira reagálva a HVG Kiadó tevékenységi körén belül is egyre inkább fókuszba került a digitális tartalomszolgáltatás, és folyamatosan bővült a termékportfolió. A hetilap és annak különszámai, mellékletei, valamint számtalan szakmai, illetve szórakoztató időszaki kiadvány kiadása mellett a HVG Kiadó mára az egyik legnagyobb hazai könyvkiadóvá vált, miközben konferenciák, szemináriumok vagy éppen a legnagyobb hazai Állásbörze is tovább színesíti a Kiadó termékpalettáját.
A HVG célja és küldetése továbbra is az olvasók független és tényszerű tájékoztatása. A HVG szlogenje is ezt a küldetést fejezi ki, miközben a jelenlegi helyzetre reflektál. „A sötétség nem tart örökké”, megállapítás a „Legyen világosság!” felszólítással egészül ki.
A közösségi, illetve a keresőoldalak reklámpiaci terjeszkedése beláthatatlan nyomás alá helyezi a HVG lapeladások mellett hirdetésekre épülő üzleti modelljét. A színvonalas működéshez egyre inkább szükség van az olvasók aktív támogatására, ezért a HVG 2018 áprilisában elindította „Pártoló tagság” programját, amelynek keretében a HVG közösségéhez csatlakozó olvasók az anyagi támogatásukért cserébe a sokszínű, független és tényszerű tájékoztatás mellett még számos előnyt is élvezhetnek. A HVG pártoló tagság programja megteremti annak lehetőségét, hogy a pusztán hirdetési bevételekre támaszkodó hvg.hu a nyomtatott hetilaphoz hasonlóan olvasóktól származó bevételre is szert tehessen, olyan olvasóktól, akik ingyen fogyaszthatják a szerkesztőség által előállított, és számukra értékkel bíró „szellemi terméket”.
A HVG újságírói közül többen egyéni Joseph Pulitzer-emlékdíjasok, közülük Juhász Gábor 1994-ben majd Rádi Antónia 1999-ben nyerték el a díjat. Az újságírói alkotóközösséget, szerkesztőséget is kitüntették Pulitzer-díjjal 1992-ben; az egyéni címlapokért 1999-ben ismerték el a HVG-t.

## Főszerkesztők

### Hetilap
- 1979–1988: Vince Mátyás
- 1988–2005: Lipovecz Iván
- 2005–2009: Réti Pál
- 2009–2014: Vass Péter
- 2014–2021: Jakus Ibolya
- 2021–2024: Gergely Márton

### hvg.hu
- 2011–2013: Gavra Gábor[6]
- 2014–2024: Nagy Iván Zsolt

### Integrált szerkesztőség (hetilap, hvg.hu és hvg360)
- 2024–: Gergely Márton

## A hetilap állandó rovatai
- Fülszöveg
- Fókuszban
- Magyarország
- HVG-ténytár
- Dosszié (nem minden héten)
- Világ
- Tech+tudomány
- Szellem
- Trend (nem minden héten)
- Profil (nem minden héten)
- Top 50 (nem minden héten)
- Gazdaság
- Vélemény
- Portré

## Címlapok
A HVG címlapjai mindig az adott hét egyik fő témáját dolgozzák fel, többnyire ironikus humorral ábrázolva azt. A 80-as években a címlapokon többnyire nem fotók, hanem áthallásos utalásokat tartalmazó grafikák szerepeltek. Ezek a borítók a rendszerkritikára érzékeny olvasók humorérzékére kívántak hatni. A megjelenő címlapok fokozatosan lettek egyre abszurdabbak. A rendszerváltás után részben konkrétabbá váltak, részben folytatták a korábbi hagyományt. A legsikeresebb címlapokból válogatáskötet készült (HVG címlaptárlat; 1979–1999, HVG Kiadó Rt.,1999), illetve a Műcsarnokban kiállítás is nyílt belőlük, amely később bejárta az országot.
A Mahir Cityposter Kft. 2019. április 12-i levelében azonnali hatállyal felmondta a HVG címlapjairól készített plakátok kihelyezéséről szóló, nem felbontható szerződést, arra hivatkozva, hogy nem tudnak teljes mértékben eleget tenni vállalt kötelezettségeiknek, nem képesek garantálni a teljes darabszám megjelenítését, ezért a szerződés értelmében nem lesznek jogosultak hirdetési díjra, ez pedig nem szolgálja a cég érdekeit. Ezzel megszűnt az a HVG alapításától, 1979-től kezdve negyven évig működő gyakorlat, hogy a lap aktuális címlapja az utcai hirdetőoszlopokon is jelen van. Április 25-i lapszámuk címlapja erre a változásra emlékeztetett.

## A kiadó
A HVG hetilap és a hvg.hu kiadója a HVG Kiadó Zrt, mely a HVG hetilapon és a hvg.hu hírportálon túl az alábbi termékekkel van jelen a piacon:
- HVG Könyvek – menedzsment, üzlet, pszichológia, önismeret, életmód, egészség, életrajz, tényfeltárás, ismeretterjesztés, gyerekkönyvek
- HVG Konferenciák és szemináriumok – Budapest Autó Show, TEDx Budapest, TEDx Youth Budapest, Agymenők Élménynap, HVG Extra Business és Pszichológia Szalonok
- HVG Különszámok – Adó, TB, Munkajog, Cégautó
- HVG Extra magazinok – HVG Extra Pszichológia, HVG Extra Business, HVG Extra A nő
- HVG Rangsorok – Középiskola Rangsor, Diploma Rangsor (Magyarországi gimnáziumok és középiskolák rangsorai, Főiskolák és egyetemek rangsorai)
- adózóna.hu – a HVG adózási szakportálja
- eduline.hu – a HVG oktatási portálja
- jobline.hu – álláskereső, állásközvetítő oldal
- HVG HR Center – komplex HR-piaci szolgáltató központ: toborzás, HR-branding, edukáció
- HVG Állásbörze – Magyarország legnagyobb, évente 2 alkalommal megrendezésre kerülő állásbörzéje
- HVG Klubkártya – különszámkártya, kedvezménykártya
- Műértő folyóirat – művészeti és műkereskedelmi folyóirat